# Saselbek

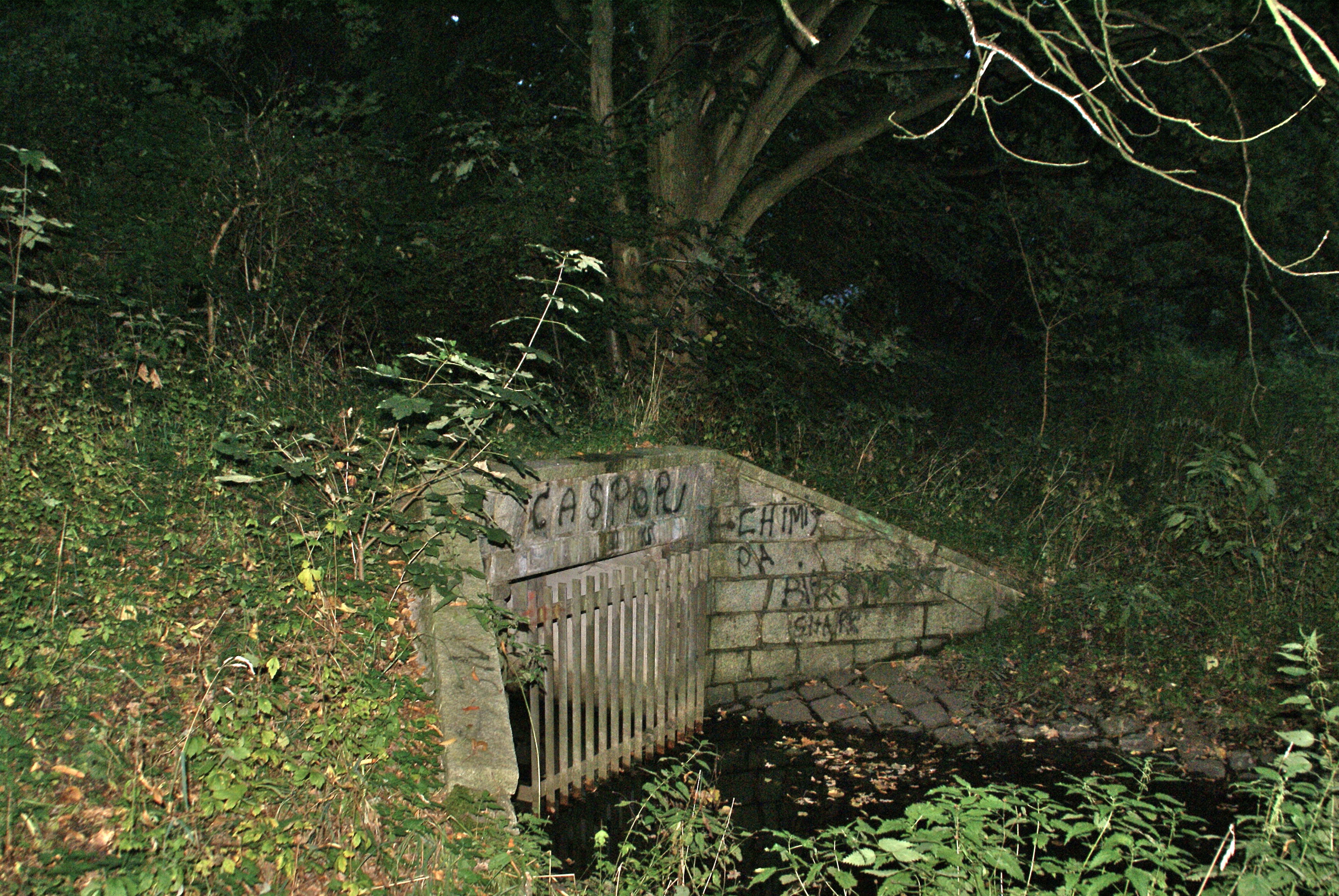
La resclosa de desguàs avall de l'estany Allhorndiek on neix el riu

El Saselbek és un riu d'Alemanya, que neix a l'estany Allhorndiek a Volksdorf, un nucli d'Hamburg i que desemboca 6 quilomètres més a l'oest a l'Alster.
Després de la seva font rega el poble-museu Museumsdorf Volksdorf i avall passa a través dues reserves naturals: els Volksdorfer Teichwiesen i Hainesch-Iland. Geològicament, la vall del riu va crear-se per les glaceres, fa uns 15.000 anys a la darrera edat glacial. La forma arrodonida de la conca i la presència de molts blocs erràtics testimoniegen de l'origen glacial del riu. Tot just abans de la seva embocadura un pantà servia per a engegar l'Alte Mühle, un molí polvorer durant la Guerra dels Trenta Anys, que després va transformar-se en molí per a estampar monedes i que avui és un restaurant.
El nom Saselbek es compon del nom d'un dels pobles que rega, Sasel i del mot baix alemany bek que significa rierol. Sasel va derivar-se de Sassloh que significa bosc dels saxons, una denominació del temps de Carlemany, tot i que les vores del riu ja van conrear-se a l'edat del bronze.
De la font fins a la seva embocadura a l'Alster, un sender per passejants i ciclistes, de vegades desaparegut sota la verdura opulent, segueix el barranc.

## Afluents[2]
- Furtbek
- Bach bei Rögengrund
- Deepenwiesengraben
- Gussau

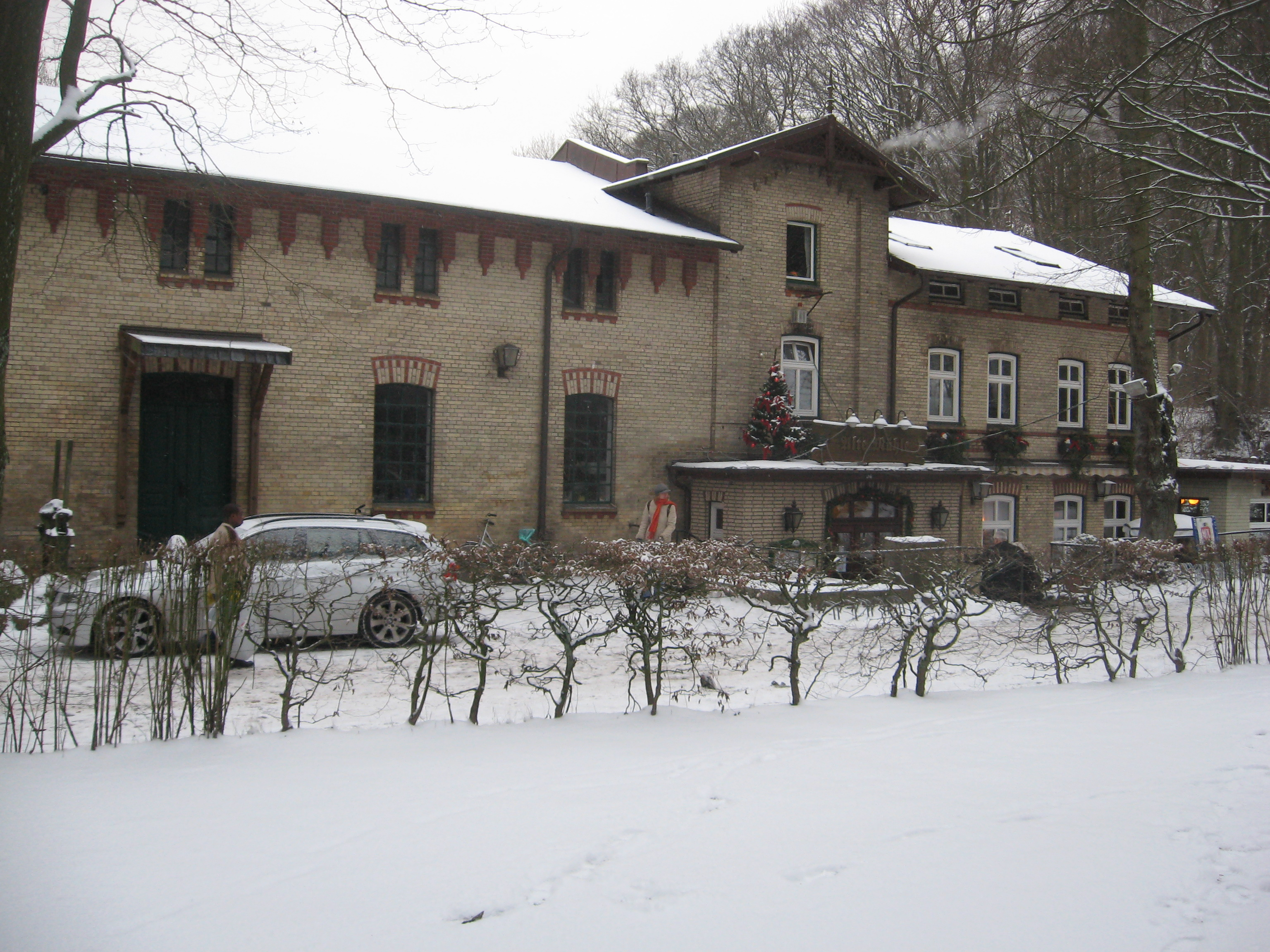
El molí Alte Mühle d'hivern
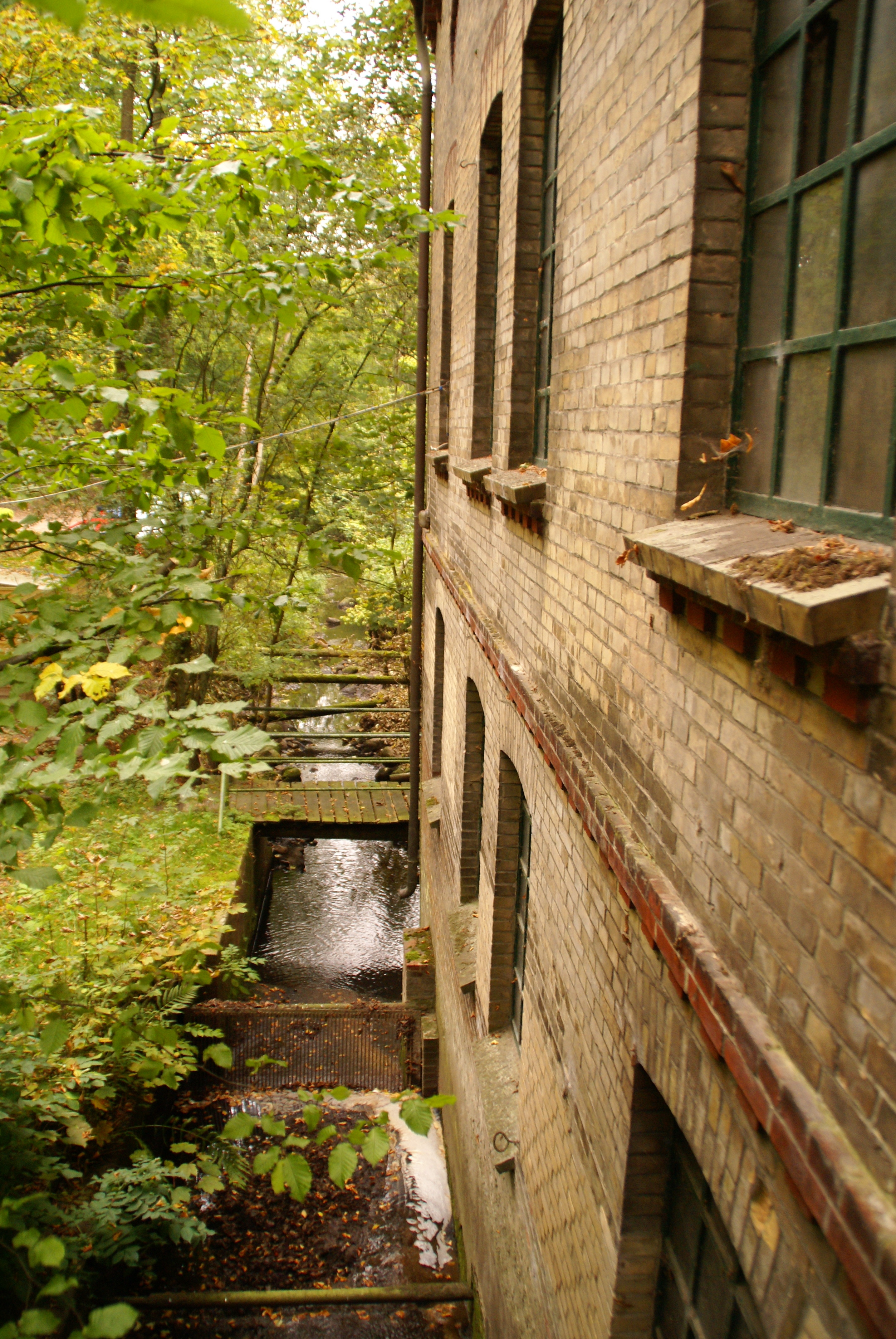
El riu al costat del molí Alte Mühle
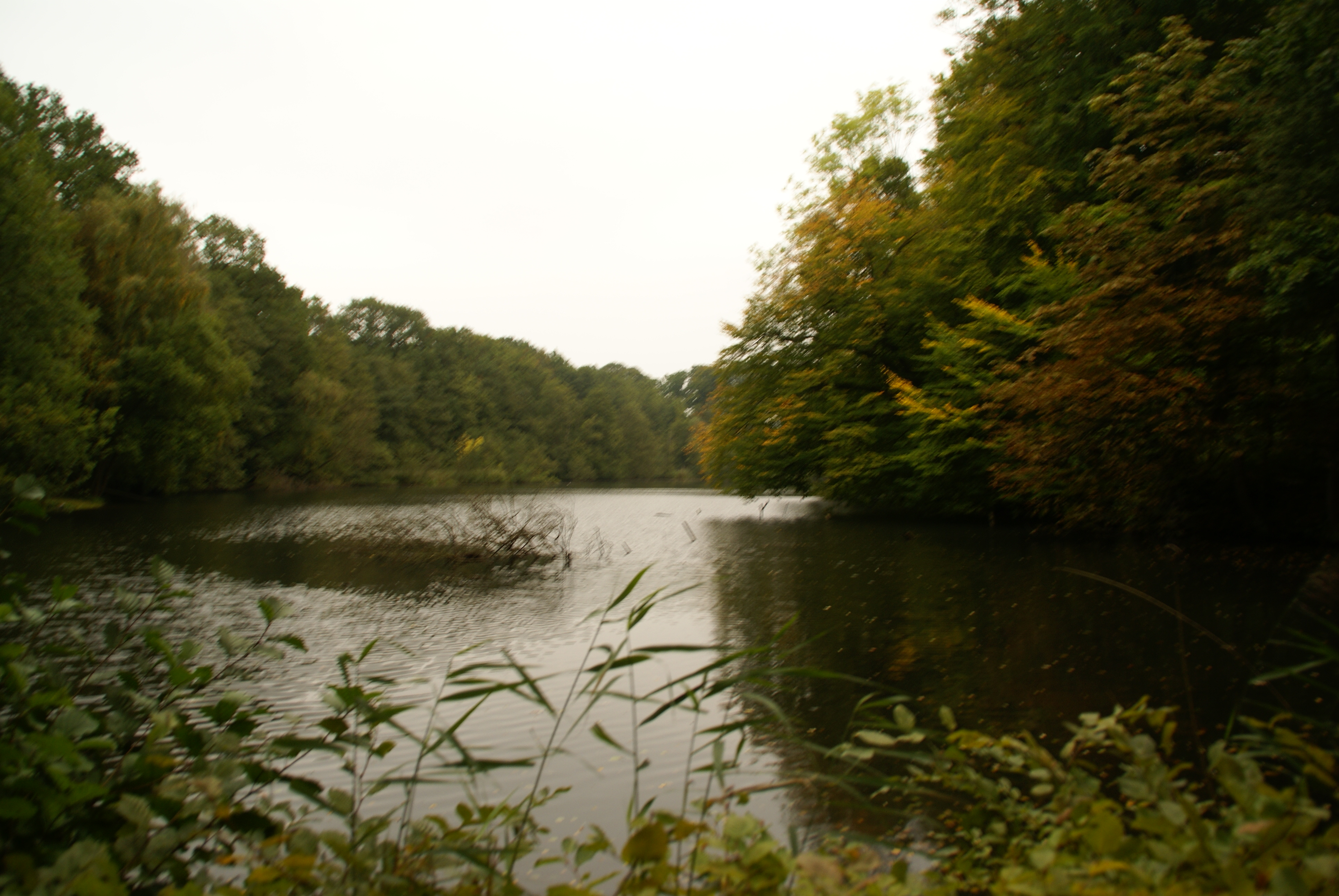
El pantà del molí
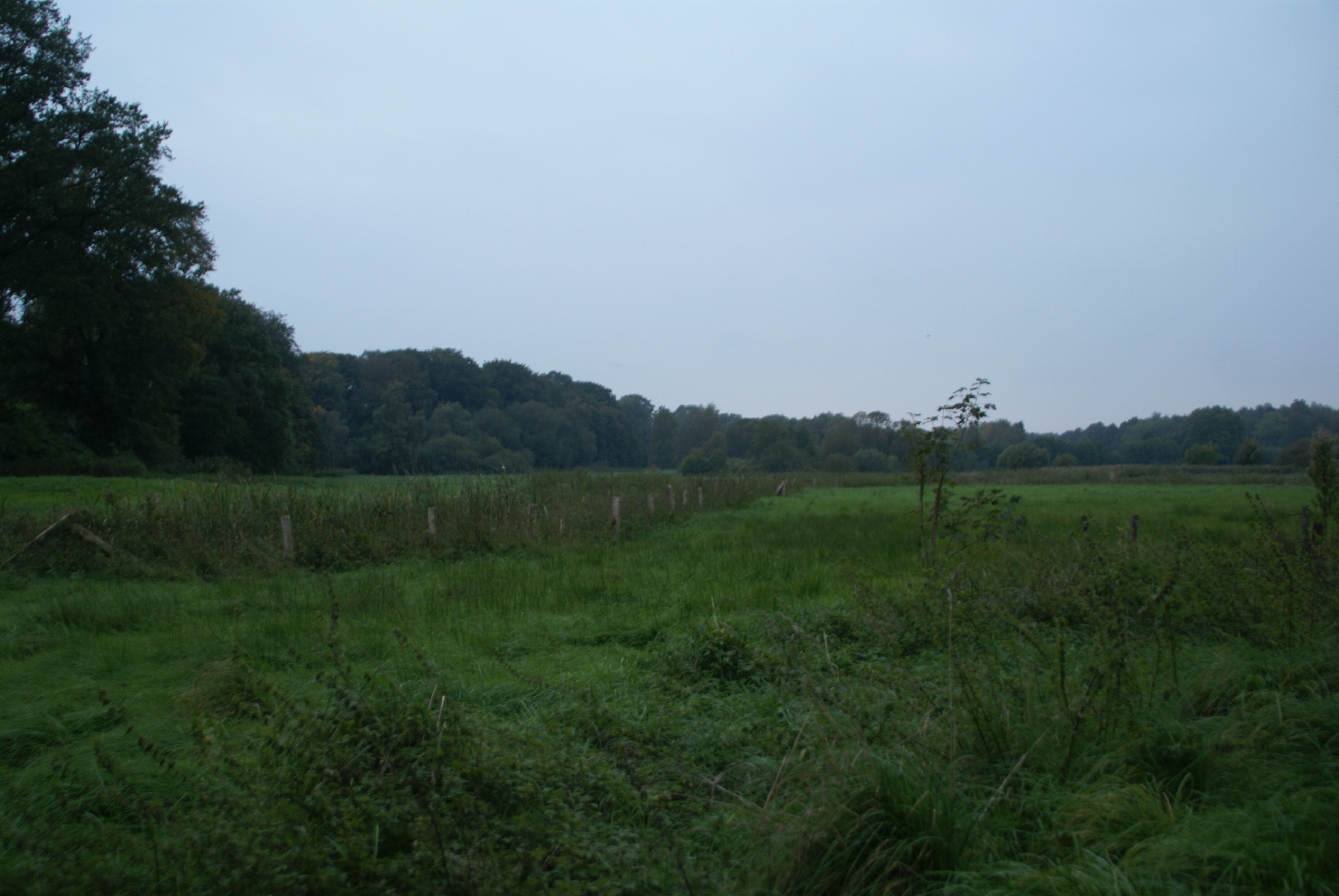
El riu en travessar la reserva natural Volksdorfer Teichwiesen